# Dasypogon australis
Dasypogon australis là một loài ruồi trong họ Asilidae. Dasypogon australis được Macquart miêu tả năm 1838. Loài này phân bố ở miền Australasia.